# 북한이탈주민보호센터
북한이탈주민보호센터(北韓離脫住民保護 - , 영어: North Korean Refugee Protection Center)는 북한이탈주민에 대해 수용·조사하는 국가정보원 소속 기관이다. 경기도 시흥시에 위치하고 있으며 2008년 12월 중앙합동신문센터라는 이름으로 개소하였다.
이후 국정원은 2014년 7월 28일에 현재 명칭으로 변경하였으며 2021년 10월 29일에는 공식 별칭을 자유누리센터로 제정하였다.

## 탈북자 조사
북한을 떠난 모든 북한이탈주민은 한국에 입국하면 이곳으로 가게 된다. 국정원은 북한이탈주민에 대한 배경 조사 및 위장탈북자 분류를 하고 조사를 마치면 하나원으로 보내진다. 국가보안시설 1급에 해당되므로 일반인 출입은 통제된다.
일부 북한이탈주민은 북한이탈주민보호센터와 동일하게 탈북자 심문을 하는 기관인 대성공사로 보내진다. 이곳으로 보내진 북한이탈주민은 열악한 환경에서 조사를 받게 되며 인권침해가 우려되기도 한다.

## 별칭
내부의 조사관들이나 탈북자들은 '양지공사'로 부르기도 한다. 그 밖에도 옛 정식명칭인 '중앙합동신문센터'의 약칭인 '합신센터'로도 불렸으며, 2021년 제정한 공식 별칭은 '자유누리센터'이다.

## 연혁
- 2008년 12월: 중앙합동신문센터라는 명칭으로 개소
- 2014년 4월 4일: 중앙합동신문센터 첫 공개[8]
- 2014년 7월 28일: '중앙합동신문센터'를 '북한이탈주민보호센터'로 변경
- 2021년 6월 23일: 북한이탈주민보호센터 2차 공개
- 2021년 10월 29일: 공식 별칭을 '자유누리센터'로 제정

## 같이 보기
- 유우성
- 서울시 공무원 간첩 혐의 사건